# Studios Hergé
Les Studios Hergé sont la société fondée en 1950 par le dessinateur belge Hergé, afin de s'entourer d'artistes et autres assistants pour élaborer ses bandes dessinées, notamment Les Aventures de Tintin, ainsi que les produits dérivés. À partir de 1986, trois ans après la mort du maître, l'entité se consacre à la préservation de son œuvre, d'abord sous le nom de Fondation Hergé en tant qu'association sans but lucratif, puis, depuis 2006, sous le statut de société en retrouvant son nom initial de Studios Hergé.
Lors de l'essor des Aventures de Tintin dans les années 1940, Hergé s'adjoint d'Edgar P. Jacobs pour faire face à la quantité de travail requise par la création des nouvelles aventures, la refonte des précédentes, la mise en couleurs dorénavant exigée par l'éditeur Casterman et l'éxécution de nombreux travaux dérivés. L'irruption de la couleurs et le détail accru des décors enrichissent le dessin d'Hergé tout en le rendant dépendant d'autres artistes à qui déléguer ces tâches. Conscient de l'ambition du futur diptyque d'On a marché sur la Lune, Hergé crée les Studios Hergé pour structurer une équipe autour de lui, réunissant des dessinateurs capables d'adopter son trait, des coloristes, des documentalistes et du personnel administratif.
L'équipe des Studios partage ainsi avec Hergé la création des albums Objectif Lune, On a marché sur la Lune, L'Affaire Tournesol, Coke en stock, Tintin au Tibet, Les Bijoux de la Castafiore, Vol 714 pour Sydney et Tintin et les Picaros, plus les refontes de précédentes histoires. Les Studios livrent également des illustrations pour le journal Tintin et les produits dérivés. Alors qu'Hergé s'éloigne de son héros à partir des années 1960, réduisant son rythme de travail, les Studios entrent dans une période de désœuvrement ; le maître se force à livrer les derniers albums presque uniquement pour faire vivre les Studios. Par ailleurs, Hergé épouse une ancienne coloriste des Studios, Fanny Vlamynck, en 1977.
Après la mort d'Hergé en 1983, les Studios ne peuvent pas continuer Les Aventures de Tintin — respectant une demande d'Hergé — mais poursuivent brièvement une autre de ses créations, Quick et Flupke. Les héritiers du dessinateur décident ensuite d'arrêter toute production d'après son style et ferment en 1986 les Studios devenus vains. Dès lors, la Fondation Hergé reprend les locaux des Studios et les archives de l'auteur, avec pour objet de préserver et promouvoir ce patrimoine, tandis qu'une autre entité se charge de l'exploitation commerciale de l'œuvre. L'organisme redevient les Studios Hergé en 2006 et inaugure le musée Hergé en 2009. L'œuvre d'Hergé est entre les mains de Fanny et son nouvel époux Nick Rodwell.

## Historique

### Création et vie des Studios
Les Studios Hergé sont fondés par Hergé en 1950 pour l'assister dans l'élaboration de son œuvre : Les Aventures de Tintin, Quick et Flupke et Jo, Zette et Jocko.
Les studios comptent au fil des ans d'une dizaine à une cinquantaine de collaborateurs qui aident Hergé dans sa tâche. Parmi eux de prestigieux dessinateurs comme Jacques Martin, Bob De Moor ou encore Roger Leloup.
Les Studios permettent à Hergé de développer les albums des Aventures de Tintin de manière plus élaborée, en déléguant certains aspects, en particulier le dessin d'éléments du décor ou la mise en couleur, un domaine qu'Hergé n'a jamais bien maîtrisé et qu'il avait d'ailleurs délégué à Edgar P. Jacobs dans les années 1940. Les éléments techniques notamment, nécessitant un grand travail de documentation et une technique de dessin particulière, rendaient cette assistance précieuse. Les Studios furent d'ailleurs créés alors qu'Hergé travaillait sur Objectif Lune, aventure où la technologie est omniprésente. L'influence de certains membres sur le scénario est également sensible. Jacques Martin, par exemple, revendique beaucoup d'éléments du scénario, principalement de nombreux gags burlesques (le sparadrap dans L'Affaire Tournesol, Tournesol déboulant dans la voiture du médecin dans Les Bijoux de la Castafiore, etc.), qui, d'après Martin, ne correspondent pas au style d'humour d'Hergé.
L'entrée des bureaux est décorée d'objets issus des aventures de Tintin, offerts par des admirateurs ou ayant servi de modèle lors de la création des albums

### Période de désœuvrement
Dans les années 1960, alors que Tintin devient une icône internationale, Hergé semble se désintéresser de plus en plus de son héros. Par ailleurs, il vit avec sa jeune coloriste Fanny Vlamynck depuis qu'il a quitté son épouse Germaine après quatre années de liaison, et de nombreuses occupations le détournent de son travail, en particulier sa nouvelle passion pour la peinture et l'art contemporain,. L'auteur aime à s'offrir des vacances de plus en plus longues et semble profiter auprès de sa nouvelle compagne d'une forme de retraite anticipée. En 1962, au retour de ses vacances, les membres de son équipe lui font une blague qui révèle selon Philippe Goddin un malaise plus ou moins déguisé : 

« Après une quarantaine de jours d'absence, Hergé est enfin de retour aux Studios. Le 11 octobre, lorsqu'il débouche, tout bronzé, dans le grand atelier où travaillent habituellement ses collaborateurs, il y découvre le grand Bob de Moor, en short, allongé de tout son long sur un fauteuil de plage, ronflant comme un bienheureux. Plus loin, France Ferrari l'imite sur un lit de camp. Une corde à linge traverse la pièce, sur laquelle sèchent essuies, pantalons ou chaussettes. Une table de ping-pong a été dressée, Jacques Martin y dispute une folle partie avec ses acolytes Roger Leloup et Michel Demarets. Les coloristes font du tricot, sous le regard de Josette Baujot, en tablier, fichu sur la tête. Partout, des ventilateurs ronronnent. Des papiers de toutes sortes, journaux, livres et revues, jonchent le sol, tandis que la vaisselle traîne sur tous les bureaux, à côté de bouteilles vides de champagne ou de whisky. […] Hergé considère la scène d'un air perplexe. Derrière la plaisanterie, il perçoit le flottement qui a gagné sa troupe pendant ses longues vacances. Dessinateurs, documentalistes et décoristes semblent n'attendre qu'un signal pour se remettre au travail, sur un nouvel album. Mais Hergé […] sait qu'il n'en est nulle part »

— Philippe Goddin, Hergé, lignes de vie, 2007.
Le reproche lui est adressé plus franchement pendant l'été 1965 : Jacques Martin et Bob de Moor profitent de l'absence du dessinateur pour effectuer le crayonné et l'encrage de l'un des découpages les plus aboutis du dossier préparatoire de Tintin et les Bigotudos, projet qui servira de base pour la réalisation de Tintin et les Picaros dans les années 1970. Ils déposent cette planche sans un mot de commentaire sur le bureau de l'auteur qui la découvre à son retour. Par ce « geste d'humeur », comme le qualifie Philippe Goddin, les deux dessinateurs cherchent avant tout à montrer au créateur de Tintin que la naissance d'une nouvelle aventure ne repose pas uniquement sur ses propres épaules et que son rôle peut bien être plus limité que ce qu'il laisse entendre. Quelques jours après son retour, Hergé laisse paraître la planche en question dans l'hebdomadaire suisse L'Illustré, tout en livrant un entretien dans lequel il confie manquer d'inspiration et réclame son droit de ne pas soutenir une cadence forcée de production, comme peuvent le faire de nombreux écrivains.
De fait, le manque d'inspiration de l'auteur entraîne les Studios Hergé dans une période d'activité professionnelle largement réduite. Dans une interview accordée en 2001, Roger Leloup, membre de l'équipe, revient sur cette période d'inertie : « La pire chose dans la vie est d'être payé à ne rien faire. Et personnellement, je trouve qu'on ne foutait rien. Les coloristes mettaient une semaine pour réaliser leur ouvrage. Chez Dupuis, le même travail se faisait en un jour ». François Rivière et Benoît Mouchart, qui consacrent une biographie à Hergé, rapportent qu'à cette époque, le dessinateur se rendait parfois aux Studios pour y « faire salon », entouré de lecteurs de son œuvre et aimant « à s'entretenir longuement dans sa tour d'ivoire avec ces représentants du monde extérieur », ce que confirme Numa Sadoul, auteur de nombreux entretiens avec le dessinateur et qui ajoute : « C'est pour ça qu'il était content que j'arrive, c'était pour l'empêcher de travailler ». Pour Benoît Peeters, le travail de refonte de L'Île Noire entre 1963 et 1965 tient surtout de la nécessité « de donner du travail à une équipe désœuvrée », en l'absence de nouveau projet depuis la parution des Bijoux de la Castafiore.

### Les Studios après Hergé

Logo des Studios Hergé dans les années 1980, d'après l'une des signatures du dessinateur.

Après la mort d'Hergé en mars 1983, son bureau aux Studios est laissé intact quelque temps après sa mort,.
C'est à la seconde femme d'Hergé Fanny Remi, entrée comme coloriste aux Studios en 1956, qu'échoit la gérance des droits de l'œuvre du dessinateur et à Alain Baran l'homme de confiance d'Hergé qu'échoient les droits dérivés.
En mars 1983, les Studios Hergé sont donc séparés en deux entités. La première entité, « Tintin Licensing » est une société créée par Alain Baran qu'il revend rapidement au groupe Canal+. Cette société est chargée de l'exploitation commerciale de l'œuvre d'Hergé, elle gère les droits d'auteur liés à l'œuvre d'Hergé ainsi que les produits dérivés. En 1996, « Tintin Licensing » devient Moulinsart S.A. à la suite du rachat de ce dernier au groupe Canal+ par Nick et Fanny Rodwell de la Fondation Hergé.
La seconde entité dirigée par Fanny Remi, devenue Fanny Rodwell, devient à partir de 1986 la Fondation Hergé qui est une association sans but lucratif (ASBL) dont l'objectif est de gérer l'œuvre de Hergé et de veiller au respect des droits d'auteur. Les deux organismes aujourd'hui restent très liés depuis que la gérance est faite par Nick et Fanny Rodwell.
Fanny Rodwell fait appliquer la volonté d'Hergé, qui ne souhaitait pas que Les Aventures de Tintin se poursuivent après sa mort. Une hésitation se pose cependant au sujet de Tintin et l'Alph-Art, album laissé à l'état d'ébauche par Hergé et dans un premier temps confié aux Studios pour être achevé sous la direction de Bob De Moor. Fanny Remi change ensuite d'avis et décidera finalement de publier uniquement les croquis d'Hergé, au grand dam de Bob De Moor.
Une autre hésitation concerne la série Quick et Flupke. Moins populaire que Tintin, celle-ci n'a jamais fait l'objet d'instructions claires d'Hergé concernant une éventuelle reprise. Probablement plus pour pallier le manque d'activité des studios quelque peu désœuvrés depuis la disparition du maître que par réelle volonté artistique. Fanny accepte le projet de Johan De Moor, le fils de Bob et récemment arrivé aux studios, de reprendre la série. Johan De Moor réalise un album composé de nouveaux gags tandis que les studios modernisent d'anciens gags qui n'avaient jamais été adaptés en couleurs.
Trois albums sortent donc en 1985, il s'agit des seules œuvres pour lesquelles les studios Hergé aient été crédités « officiellement » sur la couverture et la page de garde. Ces albums sortent dans une ambiance quelque peu morose puisque Fanny profite de la sortie pour annoncer que non seulement la reprise de la série est avortée et s'arrêtera là, mais qu'en plus les Studios Hergé vont devoir fermer leurs portes.
Les Studios sont donc condamnés à court terme et, le temps d'achever quelques projets (produits dérivés et publicités principalement), leur activité s'arrête rapidement.

### Fondation Hergé

Logo de la fondation Hergé.

Le 30 décembre 1986, les Studios Hergé de « l'après Hergé » sont remplacés par la « Fondation Hergé », son rôle est de gérer les droits de l'auteur de l'œuvre d'Hergé. Différents événements ou publications eurent lieu en lien avec la « Fondation Hergé » depuis cette date.
Remariée à l'anglais Nick Rodwell, Fanny Remi, devenue Fanny Rodwell, lui délègue une grande partie de la gestion de l'œuvre de son précédent époux. Le couple Rodwell parvient notamment à racheter la licence des droits dérivés Tintin Licensing au groupe Canal+ en 1996 pour la somme de 132 millions de Francs belges. Ils rebaptisent Tintin Licensing et créent la société Moulinsart S.A. pour gérer les droits dérivés, passer de nouveaux partenariats commerciaux et ouvrir des boutiques Tintin en Europe de l'Ouest, au Japon, au Liban, à La Réunion ou encore en Turquie.

### 2006: la Fondation Hergé devient les Studios Hergé

Logo de la fondation Hergé, devenue Studios Hergé.

En 2006, pour des raisons légales (intéressement des administrateurs des ASBL), la « Fondation Hergé » devient une société, propriété des époux Rodwell et prend le nom de « Studios Hergé ». Les Studios financent notamment les 15 millions d'euros nécessaires à la construction du Musée Hergé, à Louvain-la-Neuve en Belgique. En décembre 2006, les studios Hergé lancent, sous l'impulsion du responsable de la communication, la Revue Hergé disponible par abonnement au club Tintin.com aux membres annuels.

## Membres des Studios
Cette liste non exhaustive reprend les membres les plus emblématiques des Studios Hergé.

### Assistants aux dessins
Entre parenthèses sont indiquées les dates d'exercice dans les « studios Hergé ».

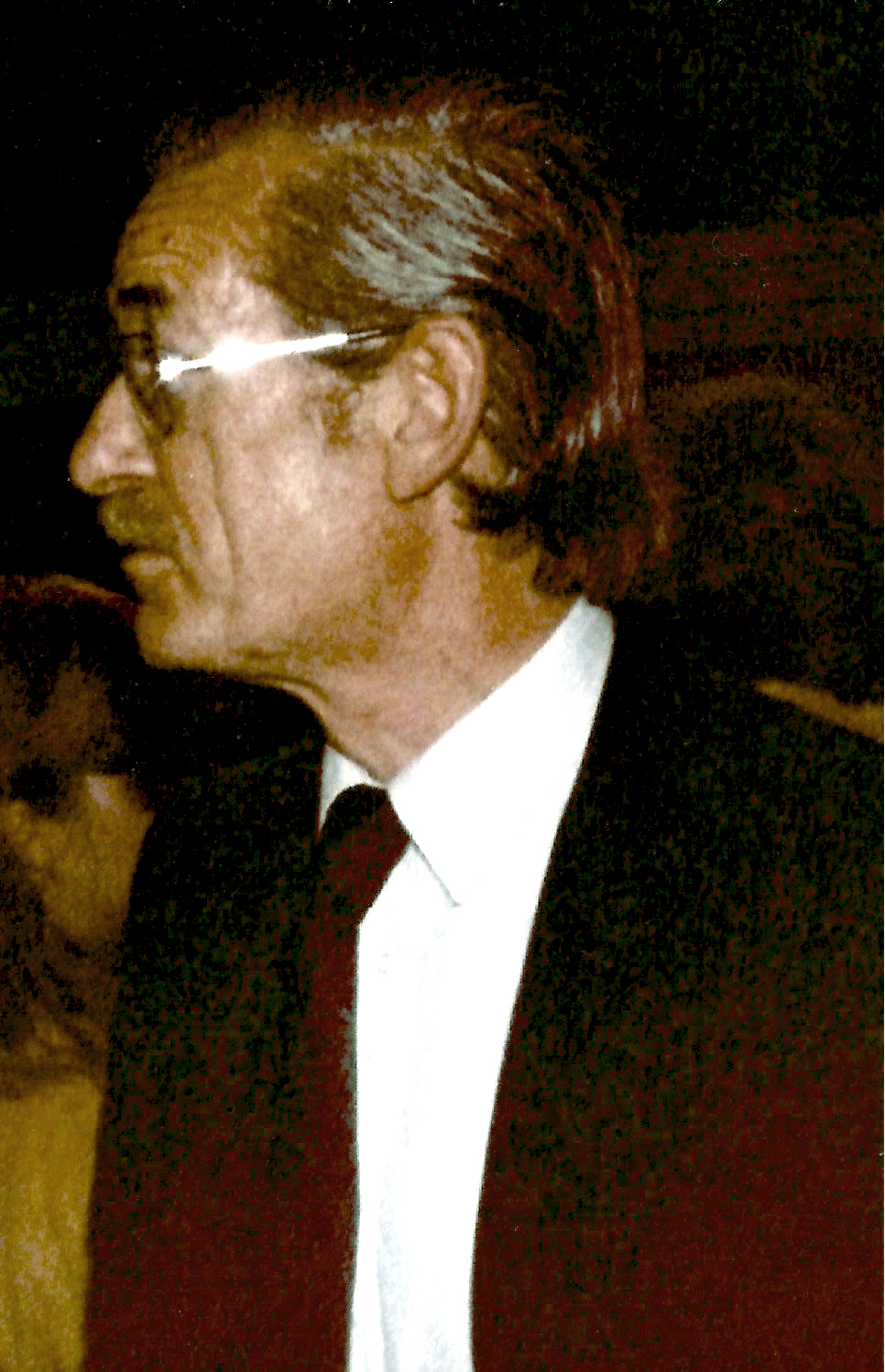
Bob de Moor, principal support des studios durant plus de 35 années.

- Bob de Moor (1950-1986)
Il entre aux Studios Hergé le 5 avril 1950, et prend rapidement la place de premier assistant, rôle officieux d'Edgar P. Jacobs les années précédentes. Réputé pour imiter parfaitement le trait d'Hergé, il supervise l'ensemble de la production des albums en compagnie de ce dernier. Il se voit également chargé de la gestion de tous les produits dérivés à l'effigie de Tintin et Milou. À sa grande déception, il n'aura pas l'autorisation d'achever Tintin et l'Alph-art à la mort d'Hergé, sa veuve décidant finalement de publier le récit à l'état d'ébauches.

- Jacques Martin (1953-1972)
Le créateur de la BD Alix, c'est un proche d'Hergé, il rejoint les Studios, notamment pour travailler sur les scénarios, à l'occasion de L'Affaire Tournesol. Il suggère notamment le fameux gag du sparadrap afin de combler un strip manquant. Il collabore avec Hergé jusqu'en 1972, avec les projets de Tintin au Tibet et Coke en Stock, ainsi que le dernier album de Jo, Zette et Jocko, La Vallée des cobras[17].

- Roger Leloup (1953-1969)
C'est l'assistant de Jacques Martin (pour la mise en couleurs et les décors d'Alix). Il entre aux studios Hergé le 15 février 1953, notamment pour dessiner des éléments techniques (automobiles, éléments mécaniques). Il est le concepteur du jet futuriste de Carreidas dans Vol 714 pour Sydney. Leloup est également chargé des relations publiques et prépare des dossiers de presse. Il quitte les studios Hergé le 31 décembre 1969 et se consacre entièrement à son héroïne Yoko Tsuno dans un style assez éloigné de celui d'Hergé.
- Michel Demarets (1953-1986)

- Jo-El Azara (1954-1961)

- Guy Dessicy (1950-1953), le créateur de la société Publiart.

- Johan De Moor (1982-1986)
Fils de Bob De Moor, il est arrivé aux Studios Hergé peu de temps avant le décès d'Hergé. Il est à l'initiative de la reprise de la série Quick et Flupke après la mort d'Hergé, il a donc peu croisé le maître.

- Pierre Gay (1984-1986)
Jeune dessinateur, arrivé 13 mois après le décès d'Hergé, il travaille essentiellement sur des travaux publicitaires mettant en scène des personnages d'Hergé, assiste Bob De Moor dans la réalisation de L'Expédition maudite (aventures de Cori le Moussaillon) et dans la refonte des Aventures de Johan et Stefan, et dessine une série de planches des aventures de Quick et Flupke sous la direction de Johan De Moor. Il sera le dernier dessinateur à être engagé aux Studios Hergé.

### Coloristes
- Josette Baujot (1953-1979)[18]
Chef coloriste, son caractère quelque peu orageux (notamment au début de la relation entre Hergé et Fanny Vlamynck, à laquelle elle s'opposait) est caricaturé dans Tintin et l'Alph-Art avec un personnage qui porte le nom de Josette Laijot. Elle était la compagne de Jo-El Azara.
- Monique Laurent
- France Ferrari
- Nicole Thenen
- Fanny Vlamynck
Elle devient la seconde épouse d'Hergé et de facto héritière de l'œuvre de son mari à sa mort. C'est elle qui préside depuis 1986 « la Fondation Hergé » redevenue « Studios Hergé » en 2006. Fanny est depuis remariée à l'homme d'affaires britannique Nick Rodwell.

### Secrétaires
- Marcel Dehaye
- Baudouin van den Branden

## Travaux des Studios
On peut considérer tous les travaux réalisés sous le nom de plume d'Hergé depuis 1950 comme des travaux des « Studios Hergé ». Ci-dessous est établie une liste, à nouveau non exhaustive, des principales réalisations dans lesquelles le Studio a joué un rôle majeur, tantôt dans la colorisation et le dessin des décors, tantôt en remplaçant carrément la main d'Hergé au dessin. Il est cependant difficile d'évaluer sur certains albums le rôle des collaborateurs d'Hergé puisque ce rôle a très probablement été minimisé par Hergé puis par ses ayants droit, et ce jusqu'à aujourd'hui. Certains albums font donc débat, tels que Tintin et les Picaros et la troisième version de L'Île Noire (dont Bob De Moor est soupçonné par certains d'avoir dessiné entièrement les planches) ou encore La Vallée des Cobras (ici, c'est Jacques Martin qui est parfois supposé avoir dessiné l'intégralité de l'album).

### Albums réalisés

#### Les Aventures de Tintin
1. Objectif Lune (1953)
2. On a marché sur la Lune (1954)
3. L'Affaire Tournesol (1956)
4. Coke en stock (1958)
5. Tintin au Tibet (1960)
6. Les Bijoux de la Castafiore (1963)
7. Vol 714 pour Sydney (1968)
8. Tintin et les Picaros (1976)
Fort apport graphique de Bob De Moor qui, selon les spéculations, pourrait être le dessinateur principal de l'album.

##### Mise au format et en couleurs d'albums anciens
- Les Cigares du pharaon (1955)
- L'Île Noire (1966)
Il s'agit de la troisième version de l'album, réclamée par l'éditeur britannique qui voulait une vision plus réaliste de l'Écosse. C'est Bob De Moor qui est parti en repérage et a redessiné la majeure partie de l'album. Roger Leloup a quant à lui redessiné les avions.
- Tintin au pays de l'or noir (1971)
Certains passages ont été rescénarisés par Hergé et redessinés par Bob De Moor, principalement le remplacement des colons anglais par des arabes, et la suppression d'une sous-histoire impliquant un sosie de Tintin enlevé à la place de ce dernier et un marchand juif.

##### Hors-série
- Six albums animés aux éditions Hallmark, collection « Rouge et Or » (de 1969 à 1971) 
Réalisés par Michel Demarets à partir d'histoires d'Hergé (On a marché sur la Lune est réédité en 1992 par l'éditeur historique Casterman).
- Tintin et le Lac aux requins (1972), album adapté du dessin animé
Deux versions furent réalisées par les studios, l'une incluant directement les décors du film, l'autre entièrement redessinée. La première est celle parue en couleurs en album Casterman, l'autre a été publiée dans divers journaux belges de l'époque, dont Le Soir en Belgique - strips quotidiens noir et blanc - entre décembre 1972 et janvier 1973 (version piratée à plusieurs reprises) et France-Soir en France.
- Deux albums Jouons avec Tintin (à Moulinsart et en Syldavie) (1974)
Également réalisés par Michel Demarets à partir des albums de Hergé (également au lay out du Musée imaginaire de Tintin en 1979).

##### Histoires courtes
- Les Gorilles de la Vedette (Tintin) (1985)
2 planches dessinées par Bob de Moor, parues dans Super Tintin no 28 en 1985, avec les Dupontd en vedettes.
- La planche no 60 finale du Récit Spatio-Temporel des dessinateurs du journal Tintin Les Aventures Mystérieuses et Rocambolesques de l'Agent Spatial, toujours par Bob de Moor, dans Le Journal de Tintin no 23 en 1986, et dans L'Aventure du Journal Tintin, 40 ans de bandes dessinées, de Philippe Goddin la même année, avec Tintin et ses habituels compagnons.
- Les Magiciens d'Eau (1987)
1 planche dessinée par Bob de Moor, pour la Fondation Balavoine, parue dans l'album du même titre, éd. B.O. (Bandes Originales), avec Tintin et ses amis.
- Les Aventures de la 2CV et de la Grotte Hantée (1987)
1 planche, publicité Citroën.

##### Projets non aboutis
- Tintin et l'Alph-Art (1986)
Projet de reprise de l'album par Bob de Moor, peut-être avec la complicité de Greg pour le scénario, rapidement avorté par Fanny Rodwell, qui l'avait pourtant avalisé dans un premier temps. C'est l'écrivain et spécialiste de l'univers d'Hergé Benoît Peeters qui fit réaliser à Fanny Rodwell qu'Hergé souhaitait que personne ne continue Tintin après sa mort.

#### Quick et Flupke

##### Adaptation d'anciens gags de Hergé
- Jeux interdits (1985)
- Tout va bien (1985)

##### Nouveaux gags réalisés après le décès d'Hergé
- Haute tension (1985)
Johan De Moor sur des idées de Roger Ferrari.

#### Jo, Zette et Jocko
- La Vallée des Cobras (1956)
Fort apport graphique de Jacques Martin.

#### Planches de Bob de Moor mettant en scène Hergé
- Un bienfait ne reste jamais impuni, 1 planche, (À Suivre...), Hors Série Spécial Hergé, avril 1983
- De la Planche aux planches, 1 planche, Journal de Tintin no 43, 1986 (Barelli rencontre Hergé)

(en aparté : parodie avec Blake, Mortimer et E.P. Jacobs dans Il était moins cinq par B. de Moor dans Tintin l'Hebdoptimiste n°73, 1974 - 2pl., pastiche de S.O.S. Météores par B. de Moor dans Journal de Tintin - Le théâtre du Mystère, avril 1978 - 1pl., et enfin Quand Rastapopoulos rencontre Alix et Énak par Jacques Martin, dans (À suivre) Hors Série Spécial Hergé -album Casterman- en 1983 - 2pl.)

### Dessins animés
- Tintin et le temple du Soleil (1969) d’Eddie Lateste. Dessin animé de Belvision.
- Tintin et le Lac aux requins (1972) de Raymond Leblanc. Dessin animé de Belvision, sur une histoire originale de Greg.
- Quick & Flupke (1985). Séries de courts dessins animés de Johan De Moor.

### Anecdote
Toute création qui sortait des studios était attribuée au nom de Hergé uniquement. Seuls trois albums de la série Quick et Flupke, réalisés après le décès d'Hergé, sont attribués « officiellement » aux studios, puisque c'est le nom des studios qui figure sur la couverture.

#### L'épisode de la «planche gag»
Cette anecdote très connue des tintinophiles est assez révélatrice de l'ambiance à une certaine époque dans les Studios. Durant les vacances d'Hergé en décembre 1965, les deux principaux collaborateurs du maître, Bob De Moor et Jacques Martin, ont réalisé une planche factice de Tintin, parfait pastiche du style du maître, qu'ils ont envoyé à l'hebdomadaire suisse L'Illustré qui l'a présentée comme une planche extraite de la future aventure de Tintin.
Jacques Martin : « j'ai d'abord inventé un petit scénario, composé la planche puis placé les personnages. À la suite de cela, j'ai passé la planche à Bob de Moor qui a exécuté les décors que j'avais esquissés. Et nous avons mis à l'encre, lui les décors et moi les personnages. »,
Hergé, apparemment, n'a pas réagi immédiatement après avoir découvert ce canular. Il a probablement préféré laisser à l'état de blague ce qui, de l'avis de certains, était un vrai mouvement d'humeur de collaborateurs qui désiraient être plus impliqués dans le processus de création des Aventures de Tintin.
La planche, qui décrit une scène d'aéroport proche de certaines séquences de Objectif Lune et de L'Affaire Tournesol, ressemble en effet à s'y méprendre à une planche d'Hergé, seuls quelques tintinophiles avertis pourront y découvrir les quelques « tics » propres à De Moor et à Martin. Cette planche est notamment visible sur Tintin est Vivant !.
La « planche bidon », conservée par Jacques Martin, est vendue aux enchères en 2011, après sa mort, pour 31 250 € (38 715 € en 2024).

## Évènements ou parution en lien avec la Fondation/Studio Hergé

### Expositions
non exhaustif
- 1988 : au musée d'Ixelles en Belgique Hergé dessinateur
- 1989 : exposition à Bruxelles en Belgique Tintin, 60 ans d'aventures
- 1999 : Espace Escal'Atlantic à Saint-Nazaire en France, Tooot, Tintin Haddock et les bateaux :
- Du 20 décembre 2006 au 19 février 2007 : Centre Pompidou à Paris en France, Exposition Hergé.

### Hors-Série
non exhaustif
- 2000 : GEO magazine hors-série, « Tintin grand voyageur du siècle ».
- 2002 : Science et Vie spécial, « Tintin chez les savants ».
- 2003 : Télérama hors-série, « Tintin l'aventure continue ».
- 2004 : Le Figaro Magazine - hors-série, « Tintin reporter du siècle ».
- 2006 : Magazine Lire : - hors-série, « Tintin le secret d'une œuvre ».
- 2008 : Le Figaro Magazine et Beaux Arts magazine - hors-série, « Tintin à la découverte des grandes civilisations ».
- 2009-2010 : Le Monde Magazine - hors-série, « Tintin le retour ».
- 2009-2010 : L'Express - hors-série, « Hergé la vie secrète du père de Tintin ».
- 2010 : Philosophie Magazine - hors-série, « Tintin au pays des philosophes ».
- 2011 : Le Point - Historia - hors-série, « Les personnages de Tintin dans l'histoire ».

### Peinture murale
En 1988, une peinture murale est inaugurée ; elle est réalisée à partir des travaux du studio, sur des esquisses d'Hergé peu avant sa mort pour le métro de Bruxelles à la station Stockel.

## Le Comité d'Authentification des œuvres d’Hergé
Le Comité Hergé a pour but d'expertiser tout document graphique potentiellement de la main d’Hergé et/ou des Studios Hergé, sous la direction d’Hergé ou de Bob De Moor pour la période après le décès d’Hergé, il se réunit deux fois par an.
Le comité d'authentification est composé de six membres dont cinq spécialistes d’Hergé (Bernard Tordeur, Marcel Wilmet, Philippe Goddin et Ann Marchal) et il est présidé par la conservatrice du Musée Hergé, Sophie Tchang.
Le but principal du comité est donc de donner des avis sur l'authenticité d'œuvres multi-supports attribuées à Hergé.

## Hergé(revue)
Le premier numéro de la revue Hergé est paru en décembre 2006. Lancée par Marcel Wilmet et éditée par les Studios Hergé, elle est exclusivement distribuée par abonnement aux membres annuels du club Tintin et aux amis et relations des Studios Hergé et de Moulinsart.